# Scythioria
Scythioria is een geslacht van korstmossen in de onderklasse Lecanoromycetidae. De typesoort is Scythioria phlogina.

## Geslachten
Volgens Index Fungorum telt het geslacht drie soorten (peildatum oktober 2021):
| Soortnaam                 | Auteur(s)                                           | Publicatiejaar |
| ------------------------- | --------------------------------------------------- | -------------- |
| Scythioria durietzii      | (H. Magn.) S.Y. Kondr.                              | 2015           |
| Scythioria flavogranulosa | (Arup) S.Y. Kondr.                                  | 2015           |
| Scythioria phlogina       | (Ach.) S.Y. Kondr., Kärnefelt, Elix, A. Thell & Hur | 2014           |